# Mario Russotto
Mario Russotto (* 23. července 1957 Vittoria) je italský římskokatolický duchovní a biskup Caltanissetty.

## Život
Narodil se 23. července 1958 ve Vittorii.
Vstoupil do kněžského semináře v Raguse. Po teologickém studiu byl 29. června 1981 biskupem Angelem Rizzem vysvěcen na kněze a inkardinován do diecéze Ragusa. Stal se farním vikářem v Comiso, diecézním asistentem Katolické akce pro mládež a ředitelem diecézního úřadu pro pastoraci mládeže a úřadu pro povolání. Je absolventem Papežského biblického institutu, kde získal licenciát. Dále zastával různé pastorační služby:
- 1987–1988: Biskupský delegát pro formaci řeholníků.
- 1988–1990: Biskupský vikář pro zasvěcený život. Vicerektor a ekonom kněžského semináře, člen kněžské rady.
- 1983–2017: Spirituál Řádu Nejsvětějšího Vykupitele od svaté Brigity.

Vykonával také akademické funkce:
- profesor hebrejštiny, řečtiny a biblistiky na Teologickém institutu a Vyšším institutu náboženských věd v Raguse
- profesor biblistiky na Papežské teologické fakultě Sicílie

Dne 2. srpna 2003 jej papež Jan Pavel II. jmenoval biskupem Caltanissetty. Biskupské svěcení přijal 27. září z rukou kardinála Salvatora De Giorgi a spolusvětiteli byli kardinál Salvatore Pappalardo a arcibiskup Paolo Romeo.